# Brownea santanderensis
Brownea santanderensis är en ärtväxtart som beskrevs av Quinones. Brownea santanderensis ingår i släktet Brownea och familjen ärtväxter. IUCN kategoriserar arten globalt som starkt hotad. Inga underarter finns listade i Catalogue of Life.